# James C. Leary
James Charles Leary, mer känd som James C. Leary, född 26 augusti 1973 i Dallas i Texas, är en amerikansk skådespelare mest känd för sin  skildring/gestaltning av demonen Clem i TV-serien Buffy och vampyrerna. Han medverkar med denna roll i säsong 6 och 7 av denna serie.

## Filmografi (i urval)
- 2005 – The Comeback (TV-serie)
- 2001–2003 – Buffy och vampyrerna (TV-serie)

## Videospel
- 2008 – Wizard101 (röst)